# 物部郡司
物部郡司（もののべ　ぐんじ、生没年不詳）は鎌倉時代、結城親朝に属した。通称、次郎

## 活躍
「古事類苑」では、兵事のうち、間諜（または間者、諜者、忍者）の中にある。「太平記」巻34.立石城戦に若党4人と楠木・和田と刺し違えて死ぬつもりで夜討ちに出た。赤坂城中に忍び入って放火。だが、楠木・和田方も手落ちなく、松明を出して探索、紛れ込んだ者を調べた。ついに物部ら4人が発見され、討ち死。楠木・和田方では大いに4人の人柄を称揚したらしい。